# My Wife Has No Emotion
My Wife Has No Emotion (僕の妻は感情がない, Boku no Tsuma wa Kanjō ga nai) est une série de mangas écrite et illustrée par Jirō Sugiura. Elle est initialement publiée en mars 2019 sous forme de webcomic sur le compte Pixiv de l’auteur. La série est ensuite publiée à partir d'aout 2019 dans le magazine Monthly Comic Flapper de l'éditeur Media Factory. La version française est éditée par Meian depuis avril 2023.
Une adaptation en série télévisée d'animation, produite par le studio Tezuka Productions, est diffusée de juillet à septembre 2024.

## Synopsis
Takuma Kosugi étant très pris par son travail, il n'a pas le temps de s'occuper des tâches ménagères. Il décide d'acheter un nouvel appareil électroménager en pensant qu'il s'agit d'un simple robot hmanoïde et domestique « sans émotion ». Mais au fil tu temps, il va commencé à ressentir des émotions pour ce robot.

## Personnages
Takuma Kosugi (小杉 拓馬, Kosugi Takuma)
Voix japonaise : Toshiyuki Toyonaga
Mina (ミーナ)
Voix japonaise : Konomi Inagaki (ja)
Akari Kosugi (小杉 あかり, Kosugi Akari)
Voix japonaise : Yoshino Aoyama (ja)
Super Mina (スーパーミーナ, Sūpā Mīna)
Voix japonaise : Yū Serizawa (ja)
Licht Nishionji (西園寺リヒト, Nishionji Rihito)
Voix japonaise : Risae Matsuda (ja)
Mamoru (マモル)
Voix japonaise : Yūki Wakai (ja)

## Manga
My Wife Has No Emotion est une série de mangas japonais écrite et dessinée par Jirō Sugiura. La série est d'abord publiée à partir du 19 mars 2019 sous forme de webcomic sur le compte Pixiv de l’auteur. Plus la tard, la série a ensuite été diffusée dans le magazine Monthly Comic Flapper de l'éditeur Media Factory à partir du 5 août 2019. L'éditeur Media Factory publie la série sous format volumes tankōbon à partir du 22 février 2020. Le 23 octobre 2023, 7 volumes ont été publiés.
En janvier 2023, Meian annonce la publication de la version française et la sortie des deux premiers volumes pour avril 2024.

### Liste des volumes
| no | Japonais          | Japonais          | Français          | Français          |
| no | Date de sortie    | ISBN              | Date de sortie    | ISBN              |
| -- | ----------------- | ----------------- | ----------------- | ----------------- |
| 1  | 22 février 2020   | 978-4-04-064342-7 | 26 avril 2023     | 978-2-38275-445-0 |
| 2  | 23 octobre 2020   | 978-4-04-064981-8 | 26 avril 2023     | 978-2-38275-446-7 |
| 3  | 23 juin 2021      | 978-4-04-680484-6 | 19 octobre 2023   | 978-2-38275-447-4 |
| 4  | 23 décembre 2021  | 978-4-04-681041-0 | 25 septembre 2024 | 978-2-38275-448-1 |
| 5  | 23 juillet 2022   | 978-4-04-681456-2 | 15 novembre 2024  | 978-2-38275-449-8 |
| 6  | 23 mars 2023      | 978-4-04-681992-5 |                   |                   |
| 7  | 23 octobre 2023   | 978-4-04-682936-8 |                   |                   |
| 8  | 21 septembre 2024 | 978-4-04-683766-0 |                   |                   |

## Anime
En mars 2024, une adaptation en série télévisée d'animation a été annoncée. La série est animée par le studio d'animation Tezuka Productions et est réalisée par Fumihiro Yoshimura. Le scénario est supervisé par Mitsutaka Hirota (ja), Zenjirou Ukulele s'occupe de la conception des personnages tandis que Kanade Sakuma, Hanae Nakamura, Natsumi Tabuchi et Miki Sakurai composent la musique. La série est diffusée du 2 juillet 2024 au 17 septembre 2024 au Japon sur Tokyo MX et d'autres chaînes,. Au total, 12 épisodes sont prévus. Dans les pays francophones, la série est diffusée sur la plateforme Crunchyroll.
Le générique de début est Okaerinasai (おかえりなさい), interprété par la youtubeuse virtuelle Tokino Sora (ja), et le générique de fin est Wave, interprété par Miisha Shimizu.

### Liste des épisodes
| No | Titre français                           | Titre japonais                    | Titre japonais                              | Date de 1re diffusion |
| No | Titre français                           | Kanji                             | Rōmaji                                      | Date de 1re diffusion |
| -- | ---------------------------------------- | --------------------------------- | ------------------------------------------- | --------------------- |
| 1  | J'ai pris mon robot pour femme           | 家電が妻になりました              | Kaden ga tsuma ni narimashita               | 2 juillet 2024        |
| 2  | Balade en amoureux                       | 妻と外出になりました              | Tsuma to gaishutsu ni narimashita           | 9 juillet 2024        |
| 3  | Ma femme rencontre ma sœur               | 妻が妹と出会いました              | Tsuma ga imōto to deaimashita               | 16 juillet 2024       |
| 4  | Ma femme en maillot                      | 妻が水着に着替えたら              | Tsuma ga mizugi ni kigaetara                | 23 juillet 2024       |
| 5  | Les baisers surpuissants de ma femme     | 妻の口づけがパワフルです          | Tsuma no kuchizuke ga pawafuru desu         | 30 juillet 2024       |
| 6  | Ma femme m'a quitté (pour deux semaines) | 妻が出て行ってしまいました(2週間) | Tsuma ga deteitteshima imashita (ni shūkan) | 6 août 2024           |
| 7  | Ma femme est devenue un enfant           | 家電が子供になりました            | Kaden ga kodomo ni                          | 13 août 2024          |
| 8  | Ma femme a sa fierté                     | 妻にも意地があるみたいです        | Tsuma ni moiji ga aru mitaidesu             | 20 août 2024          |
| 9  | Ma femme a un passé                      | 妻に過去があるようです            | Tsuma ni kako ga aru yōdesu                 | 27 août 2024          |
| 10 | Femme et enfant portés disparus          | 妻と子供が迷子になりました)       | Tsuma to kodomo ga maigo ni narimashita     | 3 septembre 2024      |
| 11 | C'est ma femme                           | 僕の妻です                        | Boku no tsuma desu                          | 10 septembre 2024     |
| 12 | Ma femme est la meilleure                | 僕の妻は最高です                  | Boku no tsuma wa saikōdesu                  | 17 septembre 2024     |

## Réception
La série s'est classée quinzième des cinquante nommés au Next Manga Awards 2020 dans la catégorie manga imprimé. Deux ans plus tard, la série est de nouveau nommée au Next Manga Awards et est classée sixième.

### Annotations
1. ↑  Les titres français de l'adaptation en anime proviennent de Crunchyroll.

### Œuvre

#### Édition japonaise
1. 1 2  (ja) « 僕の妻は感情がない 01 », sur Kadokawa Shoten (consulté le 31 août 2024).
2. 1 2  (ja) « 僕の妻は感情がない 02 », sur Kadokawa Shoten (consulté le 31 août 2024).
3. 1 2  (ja) « 僕の妻は感情がない 03 », sur Kadokawa Shoten (consulté le 31 août 2024).
4. 1 2  (ja) « 僕の妻は感情がない 04 », sur Kadokawa Shoten (consulté le 31 août 2024).
5. 1 2  (ja) « 僕の妻は感情がない 05 », sur Kadokawa Shoten (consulté le 31 août 2024).
6. 1 2  (ja) « 僕の妻は感情がない 06 », sur Kadokawa Shoten (consulté le 31 août 2024).
7. 1 2  (ja) « 僕の妻は感情がない 07 », sur Kadokawa Shoten (consulté le 31 août 2024).
8. 1 2  (ja) « 僕の妻は感情がない 08 », sur Kadokawa Shoten (consulté le 31 août 2024).

#### Édition française
1. 1 2  « My Wife Has No Emotion - Tome 01 », sur Meian (consulté le 25 juillet 2024).
2. 1 2  « My Wife Has No Emotion - Tome 02 », sur Meian (consulté le 25 juillet 2024).
3. 1 2  « My Wife Has No Emotion - Tome 03 », sur Meian (consulté le 25 juillet 2024).
4. 1 2  « My Wife Has No Emotion - Tome 04 », sur Meian (consulté le 22 septembre 2024).
5. 1 2  « My Wife Has No Emotion - Tome 05 », sur Meian (consulté le 26 octobre 2024).